# Мар'янівщина
Мар'янівщина — ботанічний заказник місцевого значення у  Золотоніському районі Черкаської області.

## Опис
Заказник площею 26,4 га розташовано у кв. 65 вид. 5 Вільхівського лісництва.
Як об'єкт природно-заповідного фонду створено рішенням Черкаського облвиконкому від 25.05.1990 р. № 95. Землекористувач або землевласник, у віданні якого перебуває заповідний об'єкт — ДП «Золотоніське лісове господарство».
На території заказника у трав'яному покриві зростають лікарські рослини — конвалія звичайна, кропива дводомна та інші.